# Lúky pod Dielikom
Lúky pod Dielikom este o arie protejată (arie specială de conservare — SAC, sit de importanță comunitară — SCI) din Slovacia întinsă pe o suprafață de 12,3 ha, integral pe uscat.

## Localizare
Centrul sitului Lúky pod Dielikom este situat la coordonatele 48°41′55″N 19°58′49″E / 48.698672°N 19.980331°E.

## Înființare
Situl Lúky pod Dielikom a fost declarat sit de importanță comunitară în decembrie 2021.

## Biodiversitate
Situată în ecoregiunea alpină, aria protejată conține 2 habitate naturale: Fânețe de joasă altitudine (Alopecurus pratensis, Sanguisorba officinalis), Liziere de ierburi înalte hidrofile de câmpie și de nivel montan până la alpin.
La baza desemnării sitului se află un număr nedeclarat de specii protejate.